# Station Dąbrowa Tarnowska
Station Dąbrowa Tarnowska is een spoorwegstation in de Poolse plaats Dąbrowa Tarnowska.